# Mercè Piqueras i Carrasco
Mercè Piqueras i Carrasco (Barcelona, 1944) és una biòloga catalana del districte de les Corts, dedicada a la divulgació i l'edició científiques.

## Trajectòria
Ha estat presidenta de l'Associació Catalana de Comunicació Científica (2006-2011), vicepresidenta de la Societat Catalana d'Història de la Ciència i de la Tècnica (2009-2011) i vocal de Lexicografia de la Societat Catalana de Biologia. És editora associada de la revista International Microbiology i membre del comitè editorial de les revistes Treballs de la Societat Catalana de Biologia i Panacea (revista de traducció en biologia i medicina).
És coautora dels llibres Orígenes, del big bang al tercer milenio (Antinea, 2000), Passejades per la Barcelona científica (Ajuntament de Barcelona, 2002; publicat també en castellà i anglès) i Lynn Margulis Once Upon a Time (2013), i autora de Cròniques de l'altra veritat (Editorial Rubes, premi de Literatura Científica 2004, de la Fundació Catalana per a la Recerca i la Innovació). Ha col·laborat en diversos mitjans de comunicació fent divulgació de la ciència, entre altres: a Eco (1997), el Diari de Barcelona Digital (1998–1999), el diari Avui (1999-2006), la revista Mètode, el programa de ràdio Bojos per la ciència, de Ràdio Estel (2000–2001), la revista Planeta Humano (2002) i la revista electrònica enredando. Actualment col·labora en la secció de ciència del diari Ara.
És sòcia de l'Associació d'Escriptors en Llengua Catalana. Ha col·laborat amb la biòloga evolutiva Lynn Margulis, n'ha divulgat les seves teories i n'ha traduït alguns dels seus textos. També ha estudiat la figura i obra de la biòloga marina Rachel Carson que va advertir del perill dels plaguicides organoclorats.

## Guardons
El 2003 va rebre la Medalla d'Honor de Barcelona per la seva vinculació amb el col·lectiu de Dones de les Corts, per la seva col·laboració a la Comissió per a la igualtat de la Dona del Consell de Districte, pel seu treball com a membre del Consell de Dones de Barcelona i també com a membre del Jurat dels Premis Maria Aurèlia Capmany i dels premis Maria Àngels Rivas Ureña.
L'any 2025 va rebre el Premi Creu Casas per la tasca de més de 30 anys en la divulgació científica en català.